# Batalla de Vejle
La batalla de Vejle fue una batalla de la Segunda Guerra de Schleswig que ocurrió el 8 de marzo de 1864 entre el Imperio austríaco y Dinamarca en la ciudad de Vejle. La victoria austríaca en la batalla abrió el camino para la evacuación de Fredericia y la batalla de Jasmund, además de solidificar la carrera militar de Ludwig von Gablenz.

## La batalla
| Comandantes austriacos |
| --- |
| - Lt. Mariscal de Campo. Ludwig von Gablenz (II Cuerpo) - Maj. Gen. Leopold Gondrecourt (1ra Division) - Lt. Gen. Erwin von Neipperg (2da Division) |

A las 6 de la mañana, el II Cuerpo austríaco, dirigido por Ludwig von Gablenz, partió de Kolding hacia Vejle. Dirigió la 1.ª División con Gondrecourt y la 2.ª División con Erwin von Neipperg.[cita requerida]Dado que los daneses habían represado el agua en Kolding Au y la segunda división no llegó a Vejle durante el día. A las 11 en punto se encontraron con los daneses y se produjo una batalla de caballería, con los Dragones de Windisch-Graetz inicialmente rechazaron en una escaramuza a los dragones daneses.[cita requerida]A la 1 pm, la 1.a División llegó a los bosques del sur de Pedersholm, Sønderskoven, Mølholm y se reunieron allí. En el lado norte de la ciudad, el camino a Horsens pasaba por un desfiladero bordeado de colinas a ambos lados. Los regimientos de infantería 1.º, 11.º y 7.º de la 4.ª división danesa más dos baterías de artillería de campaña estaban atrincherados en las colinas.[cita requerida] Dado que el arroyo también fue represado, solo quedó transitable una línea estrecha a lo largo de la carretera principal en el desfiladero, pero estaba completamente cubierta por la artillería. Sin embargo, el ataque fue atrevido. El 1.er Batallón del 14.º Regimiento de Infantería descendía ahora por el lado opuesto de la colina del bosque desde Petersholm.[cita requerida]La batería danesa en la cresta opuesta intentó impedir el avance con un devastador fuego de metralla. Sin embargo, el batallón llegó a las barricadas de la ciudad sin dudarlo y se produjo una batalla callejera. A las cuatro de la tarde la ciudad fue tomada y el 2.º Batallón y el Batallón Jäger reforzaron a los atacantes; el regimiento de infantería "Rey de los Belgas" estaba en acción. Ocupó el mercado. Ludwig von Gablenz se convenció del éxito, pero pronto se dio cuenta de que la ciudad solo podría mantenerse a largo plazo si las colinas del norte de la ciudad también quedaban libres de enemigos.[cita requerida]Cuando la brigada de Gondrecourt llegó inmediatamente, comenzó el ataque a las dominantes cordilleras del norte. Dos baterías austriacas de 8 libras comenzaron a disparar contra las posiciones enemigas a las 16:30. Se ordenó a los batallones Jäger 9 y 18 que avanzaran hacia el norte y ocuparan el flanco derecho del enemigo en Sophienlund. Por razones difíciles de entender, los daneses no habían ocupado esta sección en particular. Ya era demasiado tarde para intentar ponerse al día con lo que se habían perdido.[cita requerida]

Entonces el enemigo no pudo resistir más y empezó a ceder rápidamente. Había sufrido grandes pérdidas, aunque superaba en número a los austriacos, que solo contaban con 4.000 hombres, en casi la mitad y se encontraba en una posición extremadamente favorable, que podría haber considerado inexpugnable.
-Die Gartenlaube

A las 17:30 se ordenó el ataque en todo el frente. Los daneses aprovecharon entonces su posición ventajosa, ya que la pendiente les ofrecía un campo de tiro despejado, asegurados en las líneas de fuego, pudieron colocar sus rifles en las murallas, lo que provocó muchas pérdidas para los austriacos, aunque siguieron avanzando. La suerte quiso que las formaciones fueran exactamente las de la Batalla de Sankelmark, pero la lucha no fue tan costosa. Los daneses derrotados se retiraron hacia Horsens, pero una persecución enérgica no fue posible porque ya había caído la noche y las tropas austríacas estaban exhaustas. Después de descansar un poco, partieron a las 3 de la madrugada y dejaron atrás una larga batalla con el asalto a las posiciones elevadas.[cita requerida]

## Después de la batalla
La batalla fue importante independientemente de su tamaño y alcance, ya que la ciudad estaba situada en Vejle Fjord  y era parte del triángulo Fredericia-Kolding-Vejle, dividiendo así la fuerza danesa en dos, puesto que la mitad constaba de cinco regimientos que ahora miraban al sureste para la fortaleza de Fredericia. La otra mitad, formada por tres regimientos de infantería y tres regimientos de caballería, se encontraban ahora dispersas en Jutlandia. Esto allanó el camino para la Evacuación de Fredericia y, en el otro frente, para la Batalla de Jasmund. Para estar seguro de esto, Gablenz emprendió expediciones a Horsens, Skanderborg, Silkeborg y, en los días siguientes, desde Vejle y Aarhus.  No había señales del enemigo desaparecido por ninguna parte y finalmente se supo con dificultad que el general danés había dividido sus tropas en Skanderborg. Así que permaneció en Vejle como base para futuras operaciones contra la fortaleza.[cita requerida]

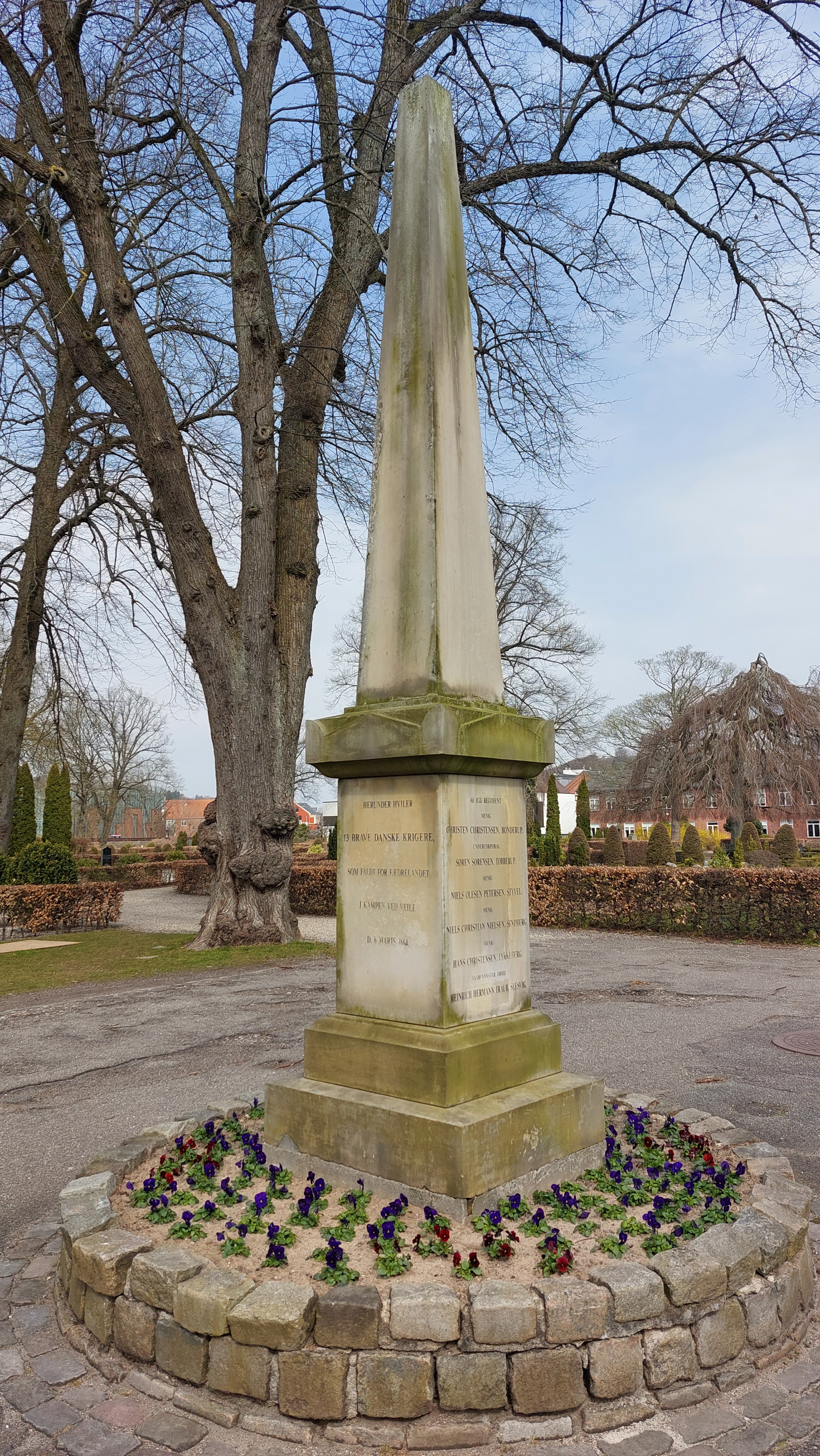
Monumento en el antiguo cementerio a los 13 guerreros daneses que murieron en la batalla